# Роннебю (аеропорт)
Аеропорт Роннебю швед. Ronneby flygplats (IATA: RNB, ICAO: ESDF) — аеропорт розташований за 4 км від Роннебю, Швеція, за 30 км від Карлсгамна та за 30 км від Карлскруни .
Аеропорт Роннебю - шостий за пасажирообігом аеропорт на півдні Швеції (Йоталанд) та 15-й за пасажирообігом аеропорт Швеції. В 2011 році аеропорт обслугував 226995 пасажирів. 

## Авіакомпанії та напрямки
| Авіакомпанія          | Пункт призначення        |
| --------------------- | ------------------------ |
| Air Leap              | Стокгольм-Бромма         |
| Corendon Airlines     | Сезонний чартер: Анталія |
| Scandinavian Airlines | Стокгольм-Арланда        |